# Andrzej Nędza-Kubiniec
Andrzej Nędza-Kubiniec, né le 19 juin 1991 à Zakopane, est un biathlète polonais.

## Biographie
Il commence sa carrière sportive dans le ski de fond, courant des épreuves de la FIS à partir de la saison 2007-2008. Il prend part aux Championnats du monde junior de ski nordique en 2011.
Il réoriente sa carrière pour le biathlon lors de la saison 2011-2012, y participant aux Championnats d'Europe junior.
Ses débuts sénior ont lieu des Championnats d'Europe 2014. 
Le biathlète court le circuit de l'IBU Cup pour trois hivers, jusqu'à sa première course en Coupe du monde en 2016-2017 à Nové Město na Moravě.
En 2018, il est sélectionné pour les Jeux olympiques de Pyeongchang, où il est 67e du sprint, 79e de l'individuel et 16e du relais mixte.
Lors des Championnats du monde de biathlon 2020, à Anterselva, il se classe 39e de l'individuel, ce qui lui apporte ses deux premiers points pour la Coupe du monde.

## Palmarès

### Jeux olympiques
| Épreuve / Édition                | Individuel | Sprint | Poursuite | Départ en masse | Relais | Relais mixte |
| Jeux olympiques 2018 Pyeongchang | 79e        | 67e    | —         | —               | —      | 16e          |

### Championnats du monde
| Édition / Épreuve       | Individuel | Sprint | Poursuite | Mass start | Relais | Relais mixte | Relais mixte simple              |
| ----------------------- | ---------- | ------ | --------- | ---------- | ------ | ------------ | -------------------------------- |
| Hochfilzen 2017         | 53e        | —      | —         | —          | 24e    | —            | Épreuve inexistante à cette date |
| Östersund 2019          | 57e        | 82e    | —         | —          | 16e    | —            | 23e                              |
| Antholz-Anterselva 2020 | 39e        | 90e    | —         | —          | 16e    | —            | 18e                              |
| Pokljuka 2021           | 58e        | 88e    | —         | —          | 25e    | 24e          | —                                |

Légende :
- : première place, médaille d'or
- : deuxième place, médaille d'argent
- : troisième place, médaille de bronze
- : pas d'épreuve
- - : Non disputée par le biathlète
- DNS : non partant
- DSQ : disqualifié

### Coupe du monde
- Meilleur classement général : 94e en 2020.
- Meilleur résultat individuel : 39e.

#### Classements en Coupe du monde
| Année     | Classement général final | Sprint | Poursuite | Individuel | Mass start |
| 2019-2020 | 94e                      | -      | -         | 64e        | -          |
| 2020-2021 |                          |        |           | 63e        | -          |